# سبيل شمي
السبيل الشمي هو مجموعة من الألياف العصبية الواردة من الخلايا التاجية والخلايا الملتفة في البصلة الشمية التي ترتبط إلى العديد من المناطق المستهدفة في الدماغ، بما في ذلك القشرة الكمثرية، اللوزة و القشرة الأنفية الداخلية. و هو شريط أبيض ضيق يظهر بشكل مثلث قمته إلى أعلى في المستوى الاكليلي .
يسكن في التلم الشمي على السطح السفلي من الفص الجبهي ، ويقسم في الخلف إلى سطرين شميين أنسي ووحشي. ألياف السبيل الشمي تظهر في نهاية الجزء الأمامي الوحشي من الحديبة الشمية، الأجزاء الظهرية والخارجية من النواة الشمية الأمامية، الأجزاء الجبهية والصدغية من المنطقة أمام الكمثرية، والمجموعة القشرية الأنسية من النواة اللوزية ونواة السطر الانتهائي.
أذية السبيل الشمي تؤدي إلى فقد لحاسة الشم ثنائي الجانب .

## وصلات خارجية
- أطلس تشريح جامعة ميشيغان n1a2p13
- "1-4". Cranial Nerves. مدرسة طب جامعة ييل. مؤرشف من الأصل في 2016-03-03.
- "Anatomy diagram: 13048.000-1". Roche Lexicon - illustrated navigator. Elsevier. مؤرشف من الأصل في 2014-01-01.
- الرسم البياني في thebrain.ماكجيل.ca